# Josef Mayr-Nusser

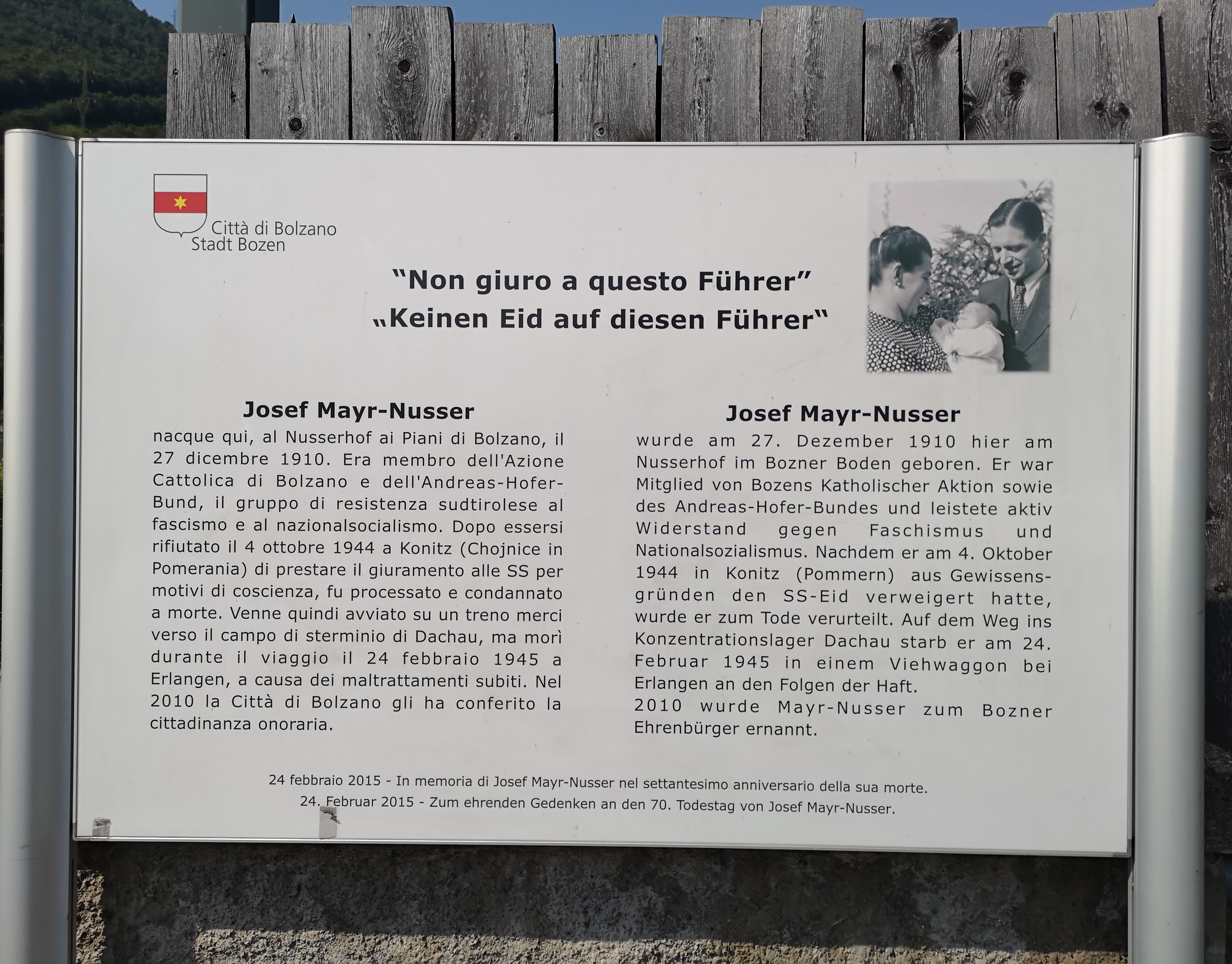
Gedenktafel für Josef Mayr-Nusser nahe dem Nusserhof im Bozner Boden

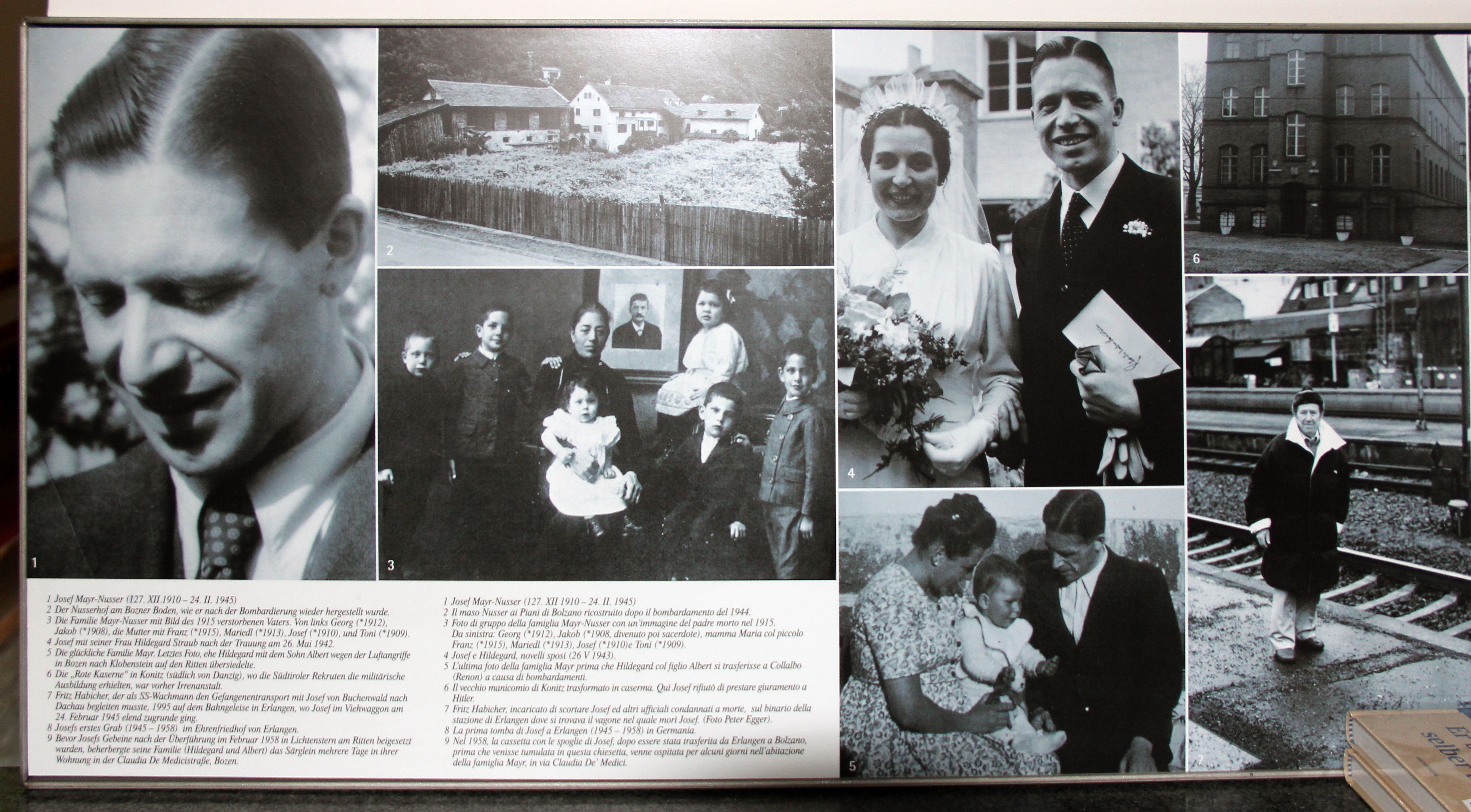
Gedenktafel für Josef Mayr-Nusser im Haus Lichtenstern 1–7 auf dem Ritten

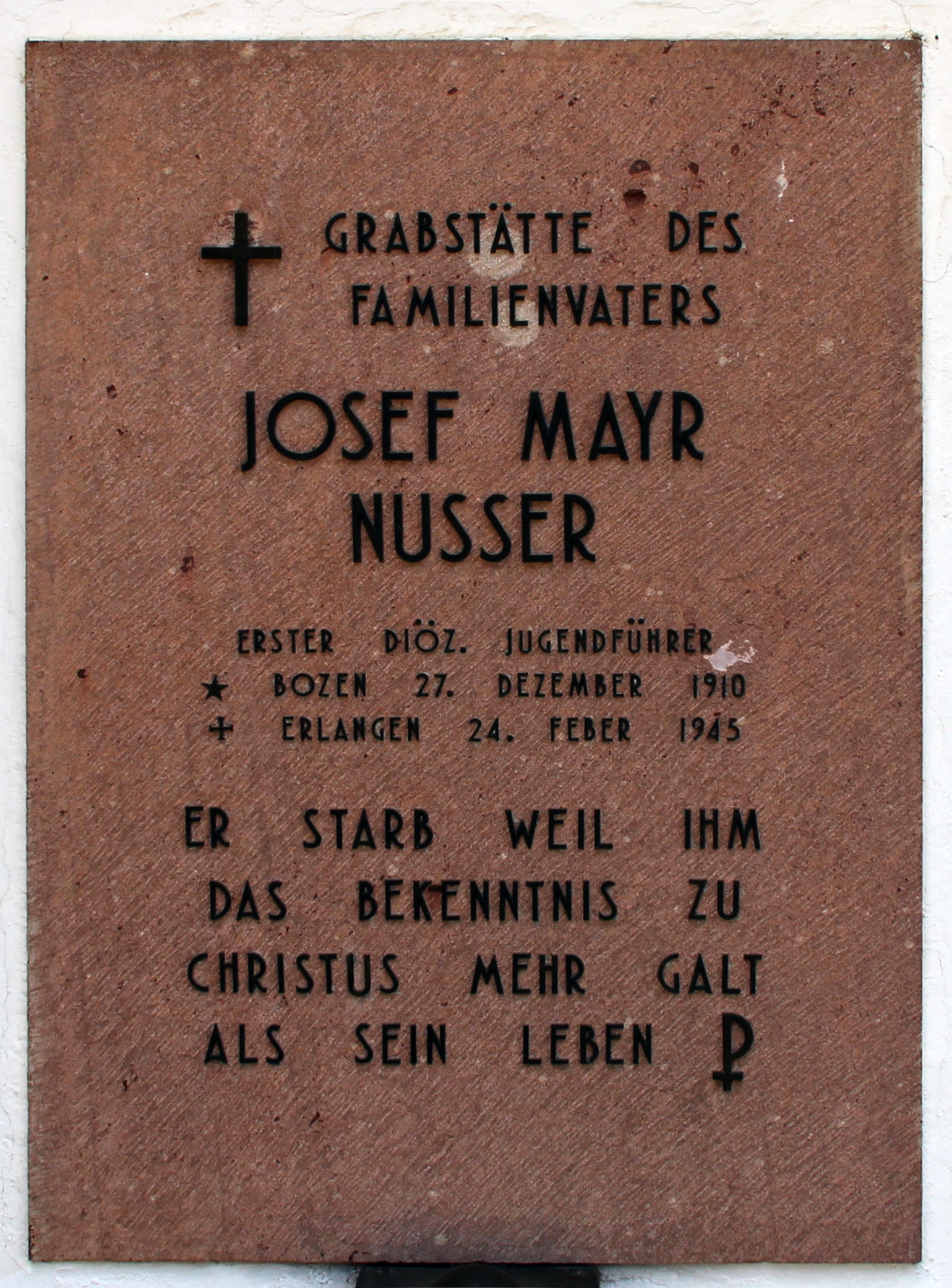
Gedenktafel am Haus Lichtenstern 1–7 auf dem Ritten

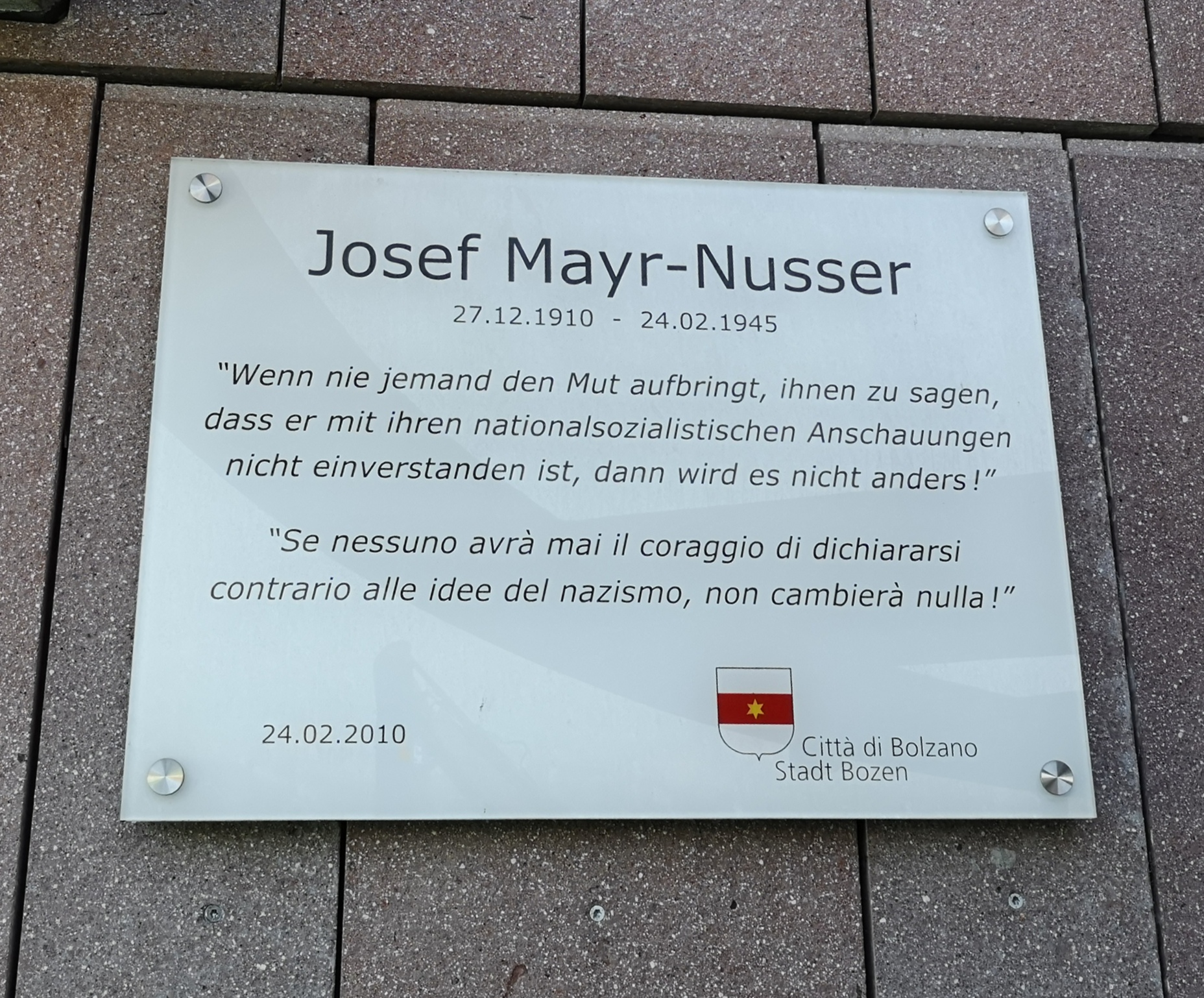
Gedenktafel am Westeingang des Parkhauses Bozen-Mitte

Josef Mayr-Nusser (* 27. Dezember 1910 in Bozen; † 24. Februar 1945 bei Erlangen) war ein katholischer Laie, der nach seiner Weigerung, den sogenannten Führereid zu leisten, dem Nationalsozialismus zum Opfer fiel. 
Josef Mayr gilt als Südtiroler Leitfigur des Widerstands gegen die NS-Unrechtsherrschaft und ist Ehrenbürger seiner Geburtsstadt. Am 18. März 2017 wurde er als Märtyrer seliggesprochen.

## Leben
Josef Mayr wurde 1910 auf dem Nusserhof am Bozner Boden geboren. Sein Vater starb, als er erst fünf Jahre alt war. Seine Mutter erzog in den wirtschaftlich schwierigen Jahren ihre beiden Söhne allein. Da nicht ausreichend finanzielle Mittel für die Ausbildung beider Brüder zur Verfügung standen, verzichtete Josef auf den Besuch des Gymnasiums und ein anschließendes Studium, besuchte stattdessen die Handelsschule und wurde kaufmännischer Angestellter bei der Firma Eccel in Bozen.
In einem frommen Umfeld aufgewachsen, trat Josef Mayr nach seinem Militärdienst 1931/1932 in der italienischen Armee der Bozener Vinzenzkonferenz bei, deren Leitung er schon bald darauf übernahm. 1933 schloss er sich den katholischen Jungmännern des Erzbistums Trient an und wurde bald zu ihrem Vorsitzenden gewählt. In jener Zeit begann auch die enge Beziehung zu Josef Ferrari. Er schrieb Beiträge für die vierzehntäglich erscheinende „Tiroler Jugendwacht“ (nach dem Verbot des ersten Wortes durch die italienische Regierung: „Jugendwacht“), die Zeitschrift der katholischen Jugend.
Nach dem Optionsabkommen entschied sich Josef Mayr am 27. Dezember 1939, seinem 29. Geburtstag, für das Bleiben und schloss sich dem Andreas-Hofer-Bund, einem Südtiroler Widerstandskreis, an.
Am 26. Mai 1942 heiratete Josef Mayr Hildegard Straub (1907–1998) in der St.-Nikolaus-Kirche in Bozen. Der gemeinsame Sohn Albert Mayr (1943–2024) war als Komponist in Florenz und Bozen tätig.
Nach dem Einmarsch der deutschen Wehrmacht und der Errichtung der Operationszone Alpenvorland wurde Josef Mayr 1944 zum deutschen Militär eingezogen (die Deutschland-Optanten waren schon vorher zu Wehrdienstleistung und Kriegseinsatz verpflichtet worden). Er wurde dabei der Waffen-SS zugeteilt.
Am 4. Oktober 1944 sollte Josef Mayr in Konitz (Pommern) den „Führereid“ (den Eid auf Hitler) ablegen. Das verweigerte er aus Glaubensgründen und erklärte: „Wenn nie jemand den Mut aufbringt, ihnen zu sagen, dass er mit ihren nationalsozialistischen Anschauungen nicht einverstanden ist, dann wird es nicht anders.“
Infolgedessen wurde er wegen Wehrkraftzersetzung zum Tode verurteilt. Auf dem Weg ins Konzentrationslager Dachau starb er am 24. Februar 1945 bei Erlangen in einem Viehwaggon an den Folgen der Haft.
Josef Mayr wurde zunächst in Lichtenstern am Ritten begraben, wo früher ein Bildungshaus der diözesanen Jugend stand (heute Haus der Familie). Im Zuge seiner Seligsprechung wurde er in den Bozner Dom umgebettet. Seine Grablege gestaltete der Künstler Eduard Habicher.

## Seligsprechung
Im Jahr 2005 eröffnete die Diözese Bozen-Brixen den Seligsprechungsprozess. Als Postulator wurde Josef Innerhofer eingesetzt. Papst Franziskus bestätigte das Martyrium Josef Mayr-Nussers am 8. Juli 2016. 
Am 18. März 2017 fand im Dom zu Bozen die Seligsprechung statt. Sein Gedenktag ist der 3. Oktober, der Vortag seiner Eidesverweigerung.
Von historischer Seite wurde kritisch moniert, dass im Prozess der Seligsprechung die politische Dimension von Mayr-Nussers Widerständigkeit gegen das NS-Regime ausgeblendet worden sei, da diese Frage auch das Versagen der eigenen Kirche berühre.

## Ehrungen
- In Bozen, Meran, Ritten, Truden, Innsbruck und Erlangen sind Straßen nach Mayr-Nusser benannt.
- Die Mittelschule von Vintl im Pustertal und die Fachakademie der Caritas in Baiersdorf tragen seinen Namen.
- 2010 wurde Mayr-Nusser vom Bozner Gemeinderat gemeinsam mit Franz Thaler postum zum Ehrenbürger ernannt.
- 2017 wurden bei der Weihe des neuen Altars im Linzer Dom die Reliquien von Engelmar Unzeitig und Josef Mayr-Nusser unter dem Altar beigesetzt.[10]
- 2019 wurde das neue Zentrum der kirchlichen Jugendarbeit (die umgebaute ehemalige Kirche „Regina Angelorum“) am Bozner Silvius-Magnago-Platz nach ihm benannt.